# Mari Carmen Ramírez
Mari Carmen Ramírez (* 1955 in San Juan, Puerto Rico) ist eine amerikanische Kunsthistorikerin, deren Forschungsschwerpunkt auf der Kunst Lateinamerikas liegt. 1988 stellte sie das Blanton Museum of Art der University of Texas at Austin als erste Kuratorin für lateinamerikanische Kunst in den Vereinigten Staaten an. Seit 2001 leitet sie das Latin American Art Department und das International Center for the Arts of the Americas am Museum of Fine Arts, Houston, die erste Einrichtung dieser Art in den USA. Zu Beginn ihrer Karriere beschäftigte sie sich mit politischen Künstlern und war in ihrer kritischen Perspektive von der Neuen Linken in Lateinamerika und der Latino Bewegung beeinflusst. Später wandte sie sich insbesondere abstrakten künstlerischen Positionen zu. Ihr Ziel war die Untersuchung und Bekanntmachung von lateinamerikanischen Künstlern, die bis dahin missverstanden oder vernachlässigt waren.

## Leben

### Herkunft und Ausbildung
Mari Carmen Ramírez wurde 1955 in San Juan auf Puerto Rico geboren. Ihr Vater war Ingenieur, ihre Mutter war in der medizinischen Forschung tätig, bevor sie in den Ruhestand ging, um sie und ihren jüngeren Bruder großzuziehen. Mütterlicherseits stammte Ramírez aus einer Familie von Intellektuellen und Befürwortern der Unabhängigkeit Puerto Ricos. Aufgrund dieses Hintergrunds versteht sich Ramírez als bikulturell, sowohl Amerikanerin als auch Puerto Ricanerin. Sie studierte erst an der University of Puerto Rico, dann an der University of Chicago.
Ihre kuratorische Laufbahn begann Ramírez auf Puerto Rico. Dort wirkte sie als stellvertretende Direktorin des Museo de Arte de Ponce in Ponce. In dieser Rolle organisierte sie die erste Retrospektive des puerto-ricanischen Graphikers Lorenzo Homar. Ihre Doktorarbeit über die Frühphase des mexikanischen Muralismo verfasste sie zeitgleich an der University of Chicago. Von 1985 bis 1988 war sie Direktorin des Museum of Anthropology, History and Art der University of Puerto Rico.

### Erste Kuratorin für Kunst Lateinamerikas in Austin
1988 – noch Erhalt des Doktorgrades im folgenden Jahr – stellte Eric McCready Mari Carmen Ramírez als Kuratorin an der Archer M. Huntington Art Gallery der University of Texas at Austin an. Es handelte sich um die erste Kuratorenstelle in den Vereinigten Staaten, die ausschließlich für lateinamerikanische Kunst verantwortlich war. Das Museum der Universität war zu diesem Zeitpunkt die einzige Institution, die dauerhaft Kunst aus Lateinamerika in den USA präsentierte. 1989 stellte sie die neu geordnete Sammlung unter dem Titel Abstracción-Figuración/Abstraction-Figuration im Harry Ransom Center aus. In der Präsentation wurden die Studierenden der Kunstgeschichte in Kunst des 20. Jahrhunderts und zeitgenössischer lateinamerikanischer Kunst unterrichtet.

#### Ausstellungstätigkeit
Ramírez erweiterte die Sammlung, trat jedoch insbesondere durch die internationale beachtete Ausstellungstätigkeit mit Leihgaben hervor. 1991 zeigte sie gemeinsam mit der Co-Kuratorin Cecilia de Torres die Schau El Taller Torres-Garcia: The School of the South and its Legacy, die sich auf die 1974 von Barbara Duncan am Museum veranstaltete Ausstellung Joaquin Torres-Garcia 1874-1949: Chronology and Catalogue of the Family Collection bezog. 1993 warb Ramírez Mittel des National Endowment for the Arts ein, um Stellen für kuratorische Assistenten zu finanzieren, die sich aus den Doktoranden der University of Texas at Austin rekrutierten. Gemeinsam mit Beverly Adams organisierte Ramírez 1992 die Ausstellung Encountres/Displacements, zusammen mit Edith Gibson Wolfe 1997 die Ausstellung Re-Aligning Vision: Alternative Currents in South American Drawing, die sich in Teilen auf die von Barbara Duncan und Donald B. Goodall 1977 am Museum organisierte Schau Recent Latin American Drawings (1969-1976). Lines of Visions bezog.
Ramírez verfolgte ein Programm, das sich kritisch gegenüber den Setzung der amerikanischen Kunstgeschichte zur Kunst aus Lateinamerika verhielt und sich auch mit der Sammlungsgeschichte der eigenen Institution auseinandersetze. So versuchte sie etwa mit Re-Aligning Vision: Alternative Currents in South American Drawing und der 1998 stattfindenden Ausstellung Cantos Paralelos: Visual Parody in Contemporary Argentinean Art alternative Perspektiven zu eröffnen. Die in beiden Fällen präsentierten Grafiken fielen aus dem traditionellen Rahmen des Genres heraus und standen damit jenseits des etablierten Kanons. Mit diesen Ausstellungen überging sie auch die auf dem Kunstmarkt etablierten Positionen und gab stattdessen regional verankerten Künstlern eine Bühne, die bis dahin nicht in den USA gezeigt worden waren. Im Fokus von Re-Aligning Visions standen dabei Fragen nach der Vermittelbarkeit der lokalen Gegebenheiten, die in den Werken Ausdruck fanden, für eine globale Öffentlichkeit. Mit beiden Ausstellungen gab Ramírez der kollektiven Erinnerung an die von Diktaturen geprägten 1960er- und 1970er-Jahre in Lateinamerika Raum, so dass durch die Bedingungen vor Ort oder durch Exil marginalisierte Positionen zu Sichtbarkeit gelangten. Sie sollten auch die simplifizierende Identität, die Mittels marktgängiger Kunst wie der Frida Kahlos durch lateinamerikanische Eliten erzeugt worden war, verkomplizieren.
Gemeinsam mit ihrem Ehemann Héctor Olea, einem mexikanischen Dichter und Übersetzer, kuratierte im Jahr 2000 im Museo Reina Sofia in Madrid die Ausstellung Heterotopias, die mit der Präsentation lateinamerikanischer moderner Kunst in ihrer Breite als Teil der westlichen Kunstentwicklung Aufmerksamkeit in der Fachcommunity erregte. Das Wirken von Ramírez wird mit einer Verschiebung des Interesses vom Muralismo und Realismus hin zu Spielarten der Abstraktion in Lateinamerika in Verbindung gesetzt. Eine Entwicklung, die in Teilen von Kunsthistorikern wie Edward J. Sullivan auch bedauert wird.

#### Abschied im Streit
Die Arbeit an der Madrider Ausstellung fiel mit der Endphase ihrer Tätigkeit am nun Blanton Museum of Art zusammen. Ihr Abschied ging auf Konflikte innerhalb des Museums zurück. Zum einen erhielt Jonathan Bober, ein anderer Kurator, eine substantielle Gehaltserhöhung, welche die Direktorin Jessie Otto Hite Ramírez nicht ebenfalls garantieren konnte. Zum anderen hatte Bober es geschafft, den Präsidenten der Universität und private Geldgeber davon zu überzeugen, die Suida-Manning Collection mit Werken der italienischen Renaissance und des Barocks anzukaufen. Für Ramírez markierte das den Bedeutungsverlust der Sammlung lateinamerikanischer Kunst, die für sie den Kernbestand des Museums ausmachte. Als die Zeichen bereits auf Abschied standen, untersagte Hite ihr die Arbeit am Sammlungskatalog, für den Ramírez in Hinblick auf die Eröffnung des Museumsneubaus 2006 Mittel eingeworben hatte, da sie diesen als attraktivitätssteigernd für die Neubesetzung der Kuratorenstelle ansah. Bereits in den 1970er-Jahren hatte Damián Bayón begonnen, an einem Sammlungskatalog zu arbeiten, der jedoch nicht vollendet wurde. Das Projekt wurde dann vom Nachfolger Ramírez, Gabriel Pérez-Barreiro, nach deren Ausscheinden aus dem Museum im Jahr 2000 umgesetzt. Mit Wiedereröffnung des Museums lag der Sammlungskatalog vor, der sich in seiner Anlage stark von den ursprünglichen Plänen unterschied. Ramírez agitierte in der Folge gegen Hite, da sie die Vorgänge als Verrat an ihrer intellektuellen Arbeit interpretierte. Hite erhielt daraufhin kritische Zuschriften. Um den Konflikt zu entschärfen, wartete sie ein Jahr ab, um die Kuratorenstelle neu zu besetzen. Pérez-Barreiro integrierte in der Folge die lateinamerikanische Kunst mit den anderen Sammlungsschwerpunkten in der permanenten Sammlungspräsentation des Blanton Museums, was Ramírez als Aufgabe von deren Spezifizität kritisierte. Er setzte seinen Schwerpunkt auf intensivierten Ankaufsaktivitäten in Hinblick auf günstigere zeitgenösissche Arbeiten, während Ramírenz ihren Fokus auf der Ausrichtung von Gruppenausstellungen hatte, und gab den enzyklopädischen Anspruch der Sammlung auf. Hite betonte, dass Ramírez die Sammlung nicht aufgebaut hatte – obwohl sie auch bedeutende Erwerbungen tätigte wie unter anderem die Installation von Cildo Meireles – und sie vor allem zur Erhöhung der eigenen Reputation genutzt hätte. In Folge des Konflikts kam es zu keiner Zusammenarbeit zwischen den Museen in Austin und Houston.

### Kuratorin am Museum of Fine Arts, Houston
Im Mai 2001 übernahm Mari Carmen Ramírez die von der Wortham Foundation finanzierte Kuratorenstelle für Kunst aus Lateinamerika am Museum of Fine Arts, Houston. In den Verhandlungen mit dem Direktor Peter Marzio erreichte sie die Einrichtung des International Center for the Arts of the Americas, das sich der Erforschung lateinamerikanischer Kunst widmen sollte. Einer der Wege zur Profilbildung des Museums war der Fokus auf die Sammlung lateinamerikanischer Kunst; der Direktor Marzio sah sie als einen wachsenden Kern der von ihm geleiteten Institution. Die kuratorische Arbeit von Ramírez wurde dafür gewürdigt, Interesse auf das Museum of Fine Arts gelenkt zu haben, das sonst eher unter dem Radar fliegen würde. 2005 zählte Ramírez laut dem Magazin Time zu den 25 einflussreichsten Hispanics in Amerika.
Im Rahmen des International Center for the Arts of the Americas kooperierte Ramírez mit lateinamerikanischen Institutionen. So etwa mit der Fundación Gego und dem Museo de Bellas Artes in Caracas, was zur ersten US-Retrospektive für die Künstlerin Gego im Jahr 2002 führte. Daneben organisierte das Forschungszentrum Symposien, deren Ergebnisse in Tagungsbänden festgehalten wurden, und fördert Forschung. Bedeutend ist das langfristige Projekt, Primärquellen in sieben lateinamerikanischen Ländern und den USA zu sichern und zu digitalisieren, um sie dann auf der Website des Instituts der Öffentlichkeit zur Verfügung zu stellen. Zwar gab es solche Bemühungen schon in einzelnen Ländern wie Argentenien und Brasilien, der transnationale Ansatz in Houston war aber neu. Die Dokumente sollten zudem in einer 13-bändigen Edition auch in gedruckter Form in englischer Übersetzung publiziert werden. Neben der Gego Foundation waren in der Folge auch die Cruz-Diez Foundation und die Capriles Brillembourg Collection of Latin American Art langfristige Kooperationspartner von Ramírez am International Center for the Arts of the Americas. Mit diesen Partnern wurde auf den Feldern des Austausches von Leihgaben, dem Organisieren von Ausstellungen, Forschung, Publikationen und Restaurierungsvorhaben zusammengearbeitet.

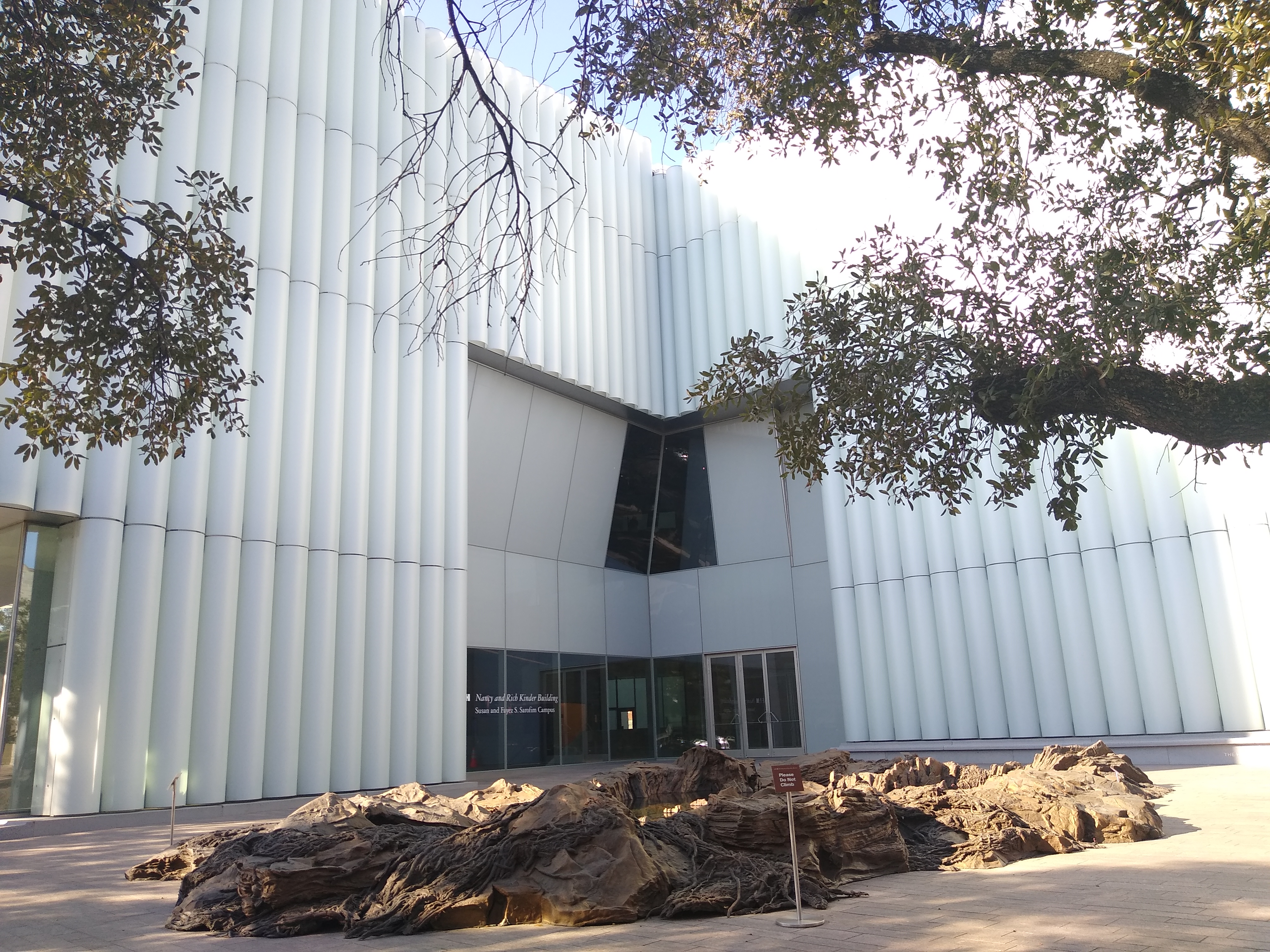
Das Nancy and Rich Kinder Building beherbergt die Sammlung moderner und zeitgenössischer Kunst des Museum of Fine Arts, Houston.

Die Kunst des 20. und 21. Jahrhunderts sollte in einem Neubau des Museums of Fine Arts, Houston eigene Räumlichkeiten erhalten und lateinamerikanische Kunst als Teil der Moderne zusammen mit europäischen und amerikanischen Arbeiten gezeigt werden. Das Konzept ähnelte dem der Neuhängung des Museum of Modern Art zu dessen Wiedereröffnung im Jahr 2004, musste aber in Houston ob der unterschiedlichen Sammlungsbestände anders ausfallen. Während andere Institutionen begannen, lateinamerikanische Kunst in ihre Sammlungspräsentationen zu integrieren und damit den Eindruck vermittelten, diese Kunst sei im Mainstream des Diskurses angekommen, beharrte Ramírez auf der Betonung ihrer Spezifität. Sie behielt ihre Wahrnehmung, von den Rändern aus zu operieren.

#### Erweiterung des Sammlungsbestandes
Bereits vor ihrer Ankunft in Houston unterstrich Marzio den Willen, Ramírez Vision tatkräftig zu unterstützen. Sie wollte ein Werk von Gego, das sich in der Sammlung von AT&T befand und welches sie für die Heterotopias-Ausstellung in Madrid entleihen konnte, für die Sammlung gewinnen. Marzo aktivierte seine Kontakte in dem Unternehmen und konnte mit Unterstützung von Führungskräften in Houston und New York City erreichen, dass das Werk als Schenkung an das Museum of Gine Arts, Houston kam. Es handelte sich um die erste Erwerbung für die neue Sammlung lateinamerikanischer Kunst. Bei der Ausstellung von Neuerwebungen im Jahr 2005 verkündete ein Wandtext die Vision, dass es sich um „the core of what the M.F.A.H. envisions will one day become the most important collection of Latin American art in the United States[.]“ handelte. Ramírez verfolgte eine energische Startegie der Sammlungserweiterung, die zum Teil auch auf Unverständnis und Kritik stieß. So erwarb sie zwei bedeutende Aquarelle des argentinischen Malers Xul Solar von der in Buenos Aires ansässigen Stiftung, die seinen Nachlass verwaltet und ein Museum betreibt. Der Ankauf erfolgte, nachdem sich Ramírez mit dem Direktor der Stiftung zur Planung einer ersten großen Ausstellung in den USA getroffen hatte und auch die Möglichkeit von Erwerbungen diskutiert hatte. Einige Kuratoren für lateinamerikanische Kunst waren überrascht, das Werke der Stiftung zum Verkauf standen, was der Direktor laut Ramírez mit dem positiven Effekten einer Präsenz des Künstlers mit bedeutenden Werken in den Vereinigten Staaten begründet habe. Mit aktiver Unterstützung Marzios setzte sich Ramírez bei der Erwerbung der Sammlung brasilianischer Konstruktivisten von dem Sammler Adolpho Leirner in São Paulo durch. Ein Faktor für Leirner Entscheidung für Houston war seine Einschätzung, dass Ramírez sich besonders intensiv um Kunst aus Lateinamerika kümmere und das Museum sich um die Erforschung dieser Kunst bemühe. Zudem wurde ihm zugesagt, dass die Sammlung unter seinem Namen zusammengehalten und im neuen Museumsgebäude präsentiert würde. Andere Kaufinteressenten wie die renommierte Sammlerin Patricia Phelps de Cisneros konnten Leirner diese Bedeutsamkeit seiner Sammlung nicht garantieren. Das Engagement des Museum of Fine Arts führte zu Veränderungen auf dem Kunstmarkt und trieb die Preise für lateinamerikanische Kunst, wobei Händler das Interesse aus Houston auch strategisch eingesetzt hätten. Die Ausstelkungen und Ankäufe durch Ramírez haben laut Experten wie Pérez-Barreiro oder Virgilio Garza von Christie’s in New York City zur Vervielfachung des Preises von Werken Gegos oder Hélio Oiticicas geführt. Diese Entwicklung hat auch Rückwirkungen auf die Fähigkeit des Museums Ankäufe zu tätigen, was jedoch durch vermehrte Zuwendungen durch Stifter aufgrund der gesteigerten Aufmerksamkeit zumindest teilweise aufgefangen wird.
Nach den ersten zehn Jahren des Bestehens des International Center for the Arts of the Americas umfasste dessen Sammlungsbestand rund 400 Werke, die zusammen mit den Beständen in den von Anne Tucker, Barry Walker und Alison Greene geleiteten Sammlungsbereichen Moderne und Zeitgenössische Kunst, Graphik und Photographie einen Gesamtbestand von 1400 Werken lateinamerikanischer Künstler im Museum of Fine Arts, Houston bildeten. Für das Sammeln besonders unterrepräsentierter Teilaspekte wie der Kunst der Karibik und Zentralamerikas wurde ein spezieller Ankaufsetat geschaffen. Für die zehn Jahre von 2008 bis 2018 hatte das Museum Ausgaben von mindestens 80 Millionen Dollar für die Erweiterung der Sammlung lateinamerikanischer Kunst vorgesehen. Das Museum of Fine Arts, Houston war eine der erste Institution, die Werke von den zeitgenössischen Künstlern Teresa Margolles, Daniel Joseph Martinez, Elías Crespín und Luis Jiménez in ihre Sammlung aufnahm. 2012 wurde die monumentale Installation Houston Penetrable von Jesús Rafael Soto, die sein letztes Werk war, in der Cullinan Hall des Caroline Wiess Law Buildings der Öffentlichkeit zugänglich gemacht. Ramírez trieb das Wachstum der Sammlung weiter voran, so dass sie zu ihrem 20-jährigen Dienstjubiläum im Jahr 2021 mehr als 800 Werke umfasste.
Mit dem Latin Maecenas-Programm, das Ramírez innitierte, wurde eine internationale Gruppe von Sammlern an das Museum gebunden, indem die Abteilung für lateinamerikanische Kunst Vorlesungen und Seminare mit Künstlern, Kunstkritikern und anderen Sammlern anbot sowie Gruppenreisen zu Ausstellungen, Kunstmessen und Auktionen in den USA, Lateinamerika und Europa betreute. Daneben wurde auch die direkte Beratung für Mitglieder bei Kaufentscheidungen angeboten. Ein Ergebnis dieser Netzwerkbildung war die Ausstellung Cosmopolitan Routes: Houston Collects Latin American Art.

#### Ausstellungstätigkeit
Von 2001 bis 2012 organisierte Ramírez 14 große Ausstellungen in Houston, von denen die meisten bisher kaum bekannte Positionen in den amerikanischen Kunstbetrieb einführten. Große Aufmerksamkeit erzielte Ramírez beispielsweise im Sommer 2004 mit der Blockbuster-Ausstellung Inverted Utopias: Avant-Garde Art in Latin America, 1920-70. Sie verzichtete auf bekannte Positionen wie Diego Rivera, Frida Kahlo und Wilfredo Lam und zeigte stattdessen weniger bekannte Vertreter der südamerikanischen Avantgarde wie die kinetischen Künstler Jesús Rafael Soto und Carlos Cruz-Díez aus Venezuela, den politisch linken Bildhauer Léon Ferrari aus Argentinien, die Protominimalisten und interaktiven Künstler Lygia Clark und Hélio Oiticica aus Brasilien sowie die Installationskünstlerin Gego, die in Venezuela Zuflucht gefunden hatte. Ein Drittel der vorgestellten Künstler wurde bis dahin wenig oder gar nicht in den Vereinigten Staaten gezeigt. Ihre Vorbehalte gegenüber Kahlo legte Ramírez folgendermaßen dar: „My objection to Frida Kahlo is the phenomenon of Frida Kahlo and the way it obscures Latin American art. She was a woman with an exceptional capacity to present her own suffering through an amazing and rather unique style. But she didn’t have many followers. You can’t use her as an emblem for an entire continent. It’s absurd. […] And of course, she wasn’t such a great painter either.“ Ihr ist daran gelegen, den Kanon zu erweitern und zu reflektieren, was als lateinamerikanische Kunst gefasst wird. Olga Viso, die langjährige Direktorin des Walker Art Center in Minneapolis, beschrieb Inverted Utopias als Wendepunkt, da die Ausstellung mit Stereotypen gebrochen habe. Lateinamerikanische Kunst sei sonst in der Regel im nationalen Bezugsrahmen betrachtet worden und nun in die universelle Kunstgeschichte des 20. Jahrhunderts integriert worden. Eine weitere bedeutende Schau war Hélio Oiticia: The Body of Color.
2011 und 2012 kam es zu einem Sammlungsaustausch mit dem Museo de Arte Latinoamericano de Buenos Aires, das seit 2005 ein Kooperationspartner des Museum of Fine Arts war. In den Jahren 2012 und 2013 organisierte Ramírez einen Zyklus von Ausstellungen, welche den gewachsenen Sammlungsbestand und Neuerwerbungen zeigten. Ebenfalls 2012 wurde die als Dauerleihgabe dem Museum überlassene Capriles Brillembourg Collection präsentiert, in der sich unter anderem Werke von Wifredo Lam, Roberto Matta, Diego Rivera, Joaquín Torres-García und Rufino Tamayo befinden.

### Weitere Aktivitäten
Ramírez gehörte 2023 der Jury an, die den erstmals vom Museo del Barrio vergebenen und mit 50.000 Dollar dotierten Maestro Dobel Tequila Latinx Art Prize an Carlos Martiel verliehen hat.

## Publikationen
- Mari Carmen Ramírez, Marcelo Eduardo Pacheco, Andrea Giunta, Visual parody in contemporary Argentinean art, Austin, TX 1999, ISBN 978-0-935213-14-0.
- Mari Carmen Ramírez, Gego. Between transparency and the invisible, Houston, TX 2006, ISBN 978-0-300-11634-2.
- Mari Carmen Ramírez, Gilbert Vicario (Hrsg.), Cosmopolitan routes. Houston collects Latin American art, Houston, TX 2011, ISBN 978-0-300-16993-5.
- Mari Carmen Ramírez, Eduardo Costantini, Marcelo Eduardo Pacheco (Hrsg.), Modern and contemporary masterworks from Malba – Fundación Costantini, Houston, TX 2012, ISBN 978-0-300-18100-5.
- Mari Carmen Ramírez, Tomás Ybarra-Frausto, Héctor Olea (Hrsg.), Resisting categories. Latin American and/or Latino?, Houston, TX 2012, ISBN 978-0-300-14697-4.
- Mari Carmen Ramírez, Lowery Stokes Sims (Hrsg.), New territories. Laboratories for design, craft and art in Latin America, New York City 2014, ISBN 978-84-15832-85-0.
- Mari Carmen Ramírez (Hrsg.), Contigent beauty. Contemporary Art from Latin America, Houston, TX 2015, ISBN 978-0-300-21481-9.
- Mari Carmen Ramírez, Tahía Rivero (Hrsg.), Contesting modernity. Informalism in Venezuela, 1955-1975, Houston, TX 2018, ISBN 978-0-300-23689-7.